# Jan Jóźwik
Jan Jóźwik (* 16. März 1952 in Gmina Lubochnia; † 8. Dezember 2021 in Zakopane) war ein polnischer Eisschnellläufer.

## Karriere
Jan Jóźwik begann seine Karriere 1966 beim KS Pilica Tomaszów Mazowiecki. Zwischen 1973 und 1974 war er bei Podhale Nowy Targ aktiv und danach bis zu seinem Karriereende beim SN PTT Zakopane.
Besonders auf den Sprintstrecken war Jóźwik erfolgreich. Während seiner Karriere stellte er 18 nationale Rekorde auf. So lief er 1979 unter anderem mit einer Zeit von 37,50 Sekunden über 500 Meter zu einem polnischen Rekord, der 17 Jahre lang gültig war. Bei den Olympischen Winterspielen 1980 belegte er im Rennen über 500 Meter den 9. und über 1000 Meter den 13. Platz. Darüber hinaus startete Jóźwik bei drei Sprint- und acht Mehrkampfweltmeisterschaften.
Auf nationaler Ebene gewann Jóźwik zehn Meistertitel (500 m: 1976, 1978, 1979, 1980, 1981 und 1983; 1000 m: 1978, 1979 und 1980; 1500 m: 1981). Aufgrund von Rückenproblemen beendete er seine Karriere im Alter von 31 Jahren.
Jóźwik starb am 8. Dezember 2021 im Alter von 69 Jahren während der COVID-19-Pandemie in Polen an den Folgen einer SARS-CoV-2-Infektion.